# Sega Mega Drive

Japanisches Logo

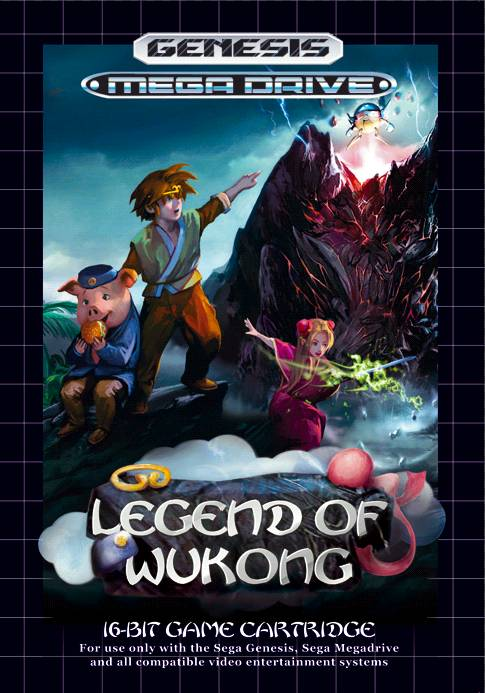
Design einer inoffiziellen Spieleverpackung, in diesem Fall von Legend of Wukong

Der Sega Mega Drive (jap. メガドライブ, Mega Doraibu; in Nordamerika als Sega Genesis vermarktet) ist eine 16-Bit-Heimvideospielkonsole des japanischen Unternehmens Sega. Sie kam 1988 auf den Markt und stand später hauptsächlich in Konkurrenz zum Super Nintendo Entertainment System. In Südkorea wurde die Konsole von Samsung unter den Namen Super Gam*Boy vertrieben. 2019 veröffentlichte Sega als Reminiszenz die Retrokonsole Mega Drive Mini.

## Entstehung und Werdegang
Am Ende der 1980er Jahre liefen 16-Bit-Computer wie der Amiga und der Atari ST sowie 16-Bit-Arcade-Geräte den 8-Bit-Videospielkonsolen den Rang ab. Darüber hinaus hatte Segas Konkurrent Nintendo 95 Prozent des nordamerikanischen Videospielmarktes und 92 Prozent des japanischen Markts inne. Lediglich in Europa waren Nintendos 8-Bit- und 16-Bit-Geräte nicht derart erfolgreich. Sega wusste, dass das Sega Master System es nicht schaffen würde, diese Stellung in Nordamerika und Japan anzufechten, also entschloss man sich, die Herstellung einer neuen Konsole einzuleiten.
Segas System-16 Arcade-Spielautomat (1985) hatte zahlreiche erfolgreiche Titel, so dass sich Hayao Nakayama, Segas damaliger CEO, dazu entschied, die neue Spielekonsole als kompatibles 16-Bit-Gerät zu produzieren. Obwohl die Spielekonsole die gleichen Prozessoren wie das System-16 verwendet, ist die Grafikqualität gegenüber diesem eingeschränkt.
Der erste Name, den Sega für die neue Konsole ins Auge fasste, war MK-1601, jedoch entschied man sich für den Namen Mega Drive. Mega strahlte Überlegenheit aus, und Drive ließ den Konsumenten an Geschwindigkeit und Kraft denken. Dieser Name wurde für die japanischen, europäischen, asiatischen und australischen Versionen der Konsole verwendet. Aus markenrechtlichen Gründen wurde das Gerät auf dem nordamerikanischen Markt, der rund die Hälfte der Gesamtverkäufe ausmachte, Genesis (altgriech. für „Schöpfung“) genannt.
Als NEC die PC Engine am 30. Oktober 1987 in Japan veröffentlichte, schien sie als Bedrohung für Sega und Nintendo.
Der Sega Mega Drive wurde in Japan am 29. Oktober 1988 zum Preis von 21.000 ¥ (etwa 295 DM, in heutiger Kaufkraft 317 €) veröffentlicht. Die Europa-Veröffentlichung war am 30. November 1990 in Großbritannien, zum Preis von 190 £ (in heutiger Kaufkraft 582 €).
Der Mega Drive stand anfangs in Konkurrenz mit dem 8-Bit-Famicom-System in Japan und seinem Äquivalent Nintendo Entertainment System in Europa und Nordamerika.
Die japanischen Spieler waren stärker auf das Famicom fixiert. Als der Mega Drive den Markt zu übernehmen begann, kam das Super Famicom und übertraf den Mega Drive in Japan. Das Super Famicom hatte dort etwa 80 Prozent des Marktes inne. Der Mega Drive erlitt auf dem japanischen Markt ein schlechteres Schicksal als die PC Engine, trotz seiner technischen Überlegenheit gegenüber PC Engine und Famicom.
Der europäische NES-Markt war sehr konfus, verschiedene Firmen vertrieben das NES auf verschiedenen Märkten. Der Sega Mega Drive hatte deshalb wie das Sega Master System keine Probleme, sich in Europa zu etablieren. Im Gegensatz zu anderen Märkten setzte Sega hier marketingmäßig aber nicht auf eine direkte Konfrontation mit Nintendos alterndem System. Durch die späte Veröffentlichung des Mega Drives auf dem europäischen Markt stand es hier in Konkurrenz zu dem später veröffentlichten und grafisch überlegenen Super Nintendo Entertainment System.
Ein ungewöhnlicher Markt, auf dem der Mega Drive Erfolg hatte, war Brasilien, wo es 1990, nur ein Jahr nach dem Sega Master System, veröffentlicht wurde. Beide Systeme konnten sich dort bis 1998 und darüber hinaus behaupten. Dank Tec Toy, dem brasilianischen Vertriebsunternehmen, hielten beide Systeme dort 75 % des Marktes inne. Und der Mega Drive ist auch jetzt noch nicht tot, denn erst im Dezember 2007 veröffentlichte Tec Toy eine neue portable Version mit 20 eingebauten Spielen. Seit November 2009 ist beim Versandhaus Pearl ein lizenzierter Nachbau der Firma BLAZE mit 15 Spielen und 2 Controllern zu erhalten. Dieser ist kompatibel mit allen Modulen der Mega-Drive- und Genesis-Konsolen aus allen Regionen.
Seit 2006 sind wieder einige neue Mega-Drive-Spiele auf Modul erschienen. Den Anfang machte das Rollenspiel Beggar Prince, welches eine englische Übersetzung des 1996 in Taiwan entwickelten Xin Qi Gai Wang Zi darstellt. Diese Veröffentlichung von Super Fighter Team war das erste außerhalb Brasiliens erschienene kommerzielle Spiel für die Konsole seit 1998. 2008 folgte vom selben Hersteller mit Legend of Wukong eine weitere Übersetzung eines älteren Spiels aus Taiwan, mit Star Odyssey steht für Anfang 2011 das erste Spiel der Firma mit japanischem Ursprung an. Auch die Homebrew-Entwicklerszene hat in den vergangenen Jahren die Veröffentlichung neuer Spiele vorangetrieben. Frog Feast war 2007 das Remake eines Intellivision-Spiels, im Jahre 2010 erschien dann mit Pier Solar and the Great Architects nach sechs Jahren Entwicklungszeit das mit 64 Megabit bis jetzt umfangreichste Spiel für die Konsole. Außerdem konnte diese Fan-Entwicklung mit der Innovation aufwarten, erstmals als Kombination zwischen Modul und CD-ROM zu funktionieren. Wird die optionale CD in das Mega-CD eingelegt, wird die PCM-Musik von dort abgespielt während der Rest des Spiels vom Modul kommt. Ist keine CD bzw. keine Mega-CD-Hardware vorhanden, wird dagegen die Musik normal über den Soundchip des Mega Drive abgespielt.
Im Jahr 2016 erhielt die brasilianische Firma Tectoy die Lizenz von Sega, den Mega Drive herzustellen. Die wiederaufgelegte Konsole wird mit Spielen von Sonic und Alex Kidd vertrieben. Der neue Mega Drive hat einen SD-Karten-Slot.

## Erweiterungen und Peripherie

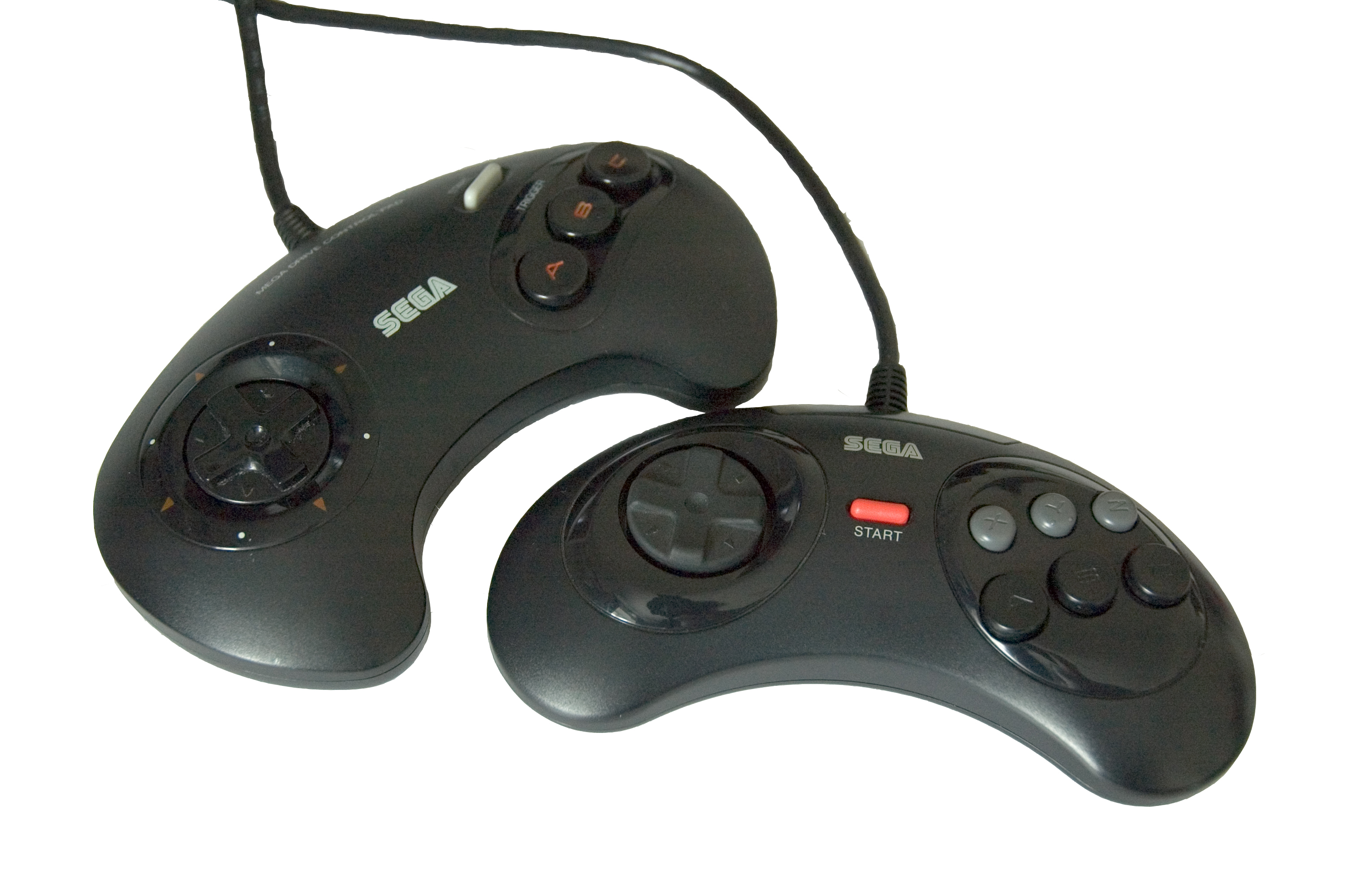
Original-3-Button-Controller und späterer 6-Button-Controller

Mehrere Erweiterungskomponenten erschienen in Japan für den Mega Drive, ein Teil davon erschien auch in den anderen Märkten. Das Sega Mega-CD erschien weltweit für alle Versionen der Konsole, die nordamerikanische Version wurde allerdings unter dem Namen Sega CD vermarktet. Auch das 32X, die 32-Bit-Erweiterung des Mega Drives, die später von vielen Seiten als Segas größter Flop bezeichnet wurde und sich auch nicht gegen die 32-Bit-Konsolen Sega Saturn und PlayStation behaupten konnte, wurde weltweit auf den Markt gebracht.
Die ursprüngliche Konsole wurde kurz nach Markteinführung geringfügig verändert, unter anderem wurden der EXT-Port (Anschluss für das Meganet-Modem) an der Rückseite entfernt und das BIOS um eine patentierte Startupsequenz erweitert, wodurch nur noch lizenzierte Spiele gestartet werden konnten. 1993 wurde mit dem Sega Mega Drive 2 ein Redesign der Konsole auf den Markt gebracht. Es reduzierte Kosten, indem Chips verdichtet, die Platine verkleinert und der Kopfhöreranschluss entfernt wurden. Kurz darauf wurde auch eine billigere Version des Mega-CDs veröffentlicht, das Mega-CD 2 (bzw. Sega CD 2 in Nordamerika). Aus dem Frontloader wurde ein Toploader, der sich nicht mehr komplett unter, sondern zum Teil auch neben dem Hauptgerät befand.
Mit dem Mega Drive 2 wurden 6-Button-Controller zum Standard, allerdings unterstützten alle Spiele weiterhin die vorhandenen 3-Button-Controller.
Ein Master-System-Adapter war für den Mega Drive erhältlich. Der Powerbase-Konverter wird auf den Modulschacht der Konsole gesteckt. Wie beim Master-System war der Pausenknopf nicht am Controller, sondern am Gerät. Sämtliches Master-System-Zubehör inklusive Lightgun und 3D-Brille sind mit diesem Konverter kompatibel. Bauformbedingt passte dieser Adapter nicht mehr auf den Mega Drive 2, eine neuere Version erschien in Europa. Auch hier wurde gespart, der Kartenschacht wurde entfernt, so dass nur noch Modulspiele verwendet werden konnten. Der Mega Master war ein Master-System-Konverter von Fire und Datel, der in England erschien. Es sah aus wie der offizielle Mega-Drive-2-Konverter, aber der Pausenknopf war an der Seite als Schalter angebracht.

## Versionen und Varianten
| Original Japanese Mega Drive | Original PAL Mega Drive | Original Sega Genesis with High Definition Graphics logo | Majescos Sega Genesis 3 | AtGames’ Sega Firecore |
| JP Mega Drive                | PAL Mega Drive          | Sega Genesis                                             | Sega Genesis 3          | Sega Firecore          |
| JP Mega Drive model 2        | PAL Mega Drive model 2  | Sega Genesis model 2                                     | Sega Multi Mega         | Sega Genesis Nomad     |
| JP Mega Drive 2              | PAL Mega Drive 2        | Sega Genesis 2                                           | Sega Multi-Mega         | Sega Nomad             |

Im Produktlebenszyklus des Sega Mega Drives gab es eine Vielzahl von unterschiedlichen Versionen und Varianten. Angefangen bei Entfernung des 9-poligen EXT-Portes an der Rückseite über das als Mega Drive 2 bekannte neue Design bis hin zu eigenständigen Fremdentwicklungen wie dem Mega PC von Amstrad gibt es eine relativ große Produktpalette. Darüber hinaus unterschieden sich auch ansonsten gleiche Geräte in den unterschiedlichen Märkten ein wenig.

## Technische Daten

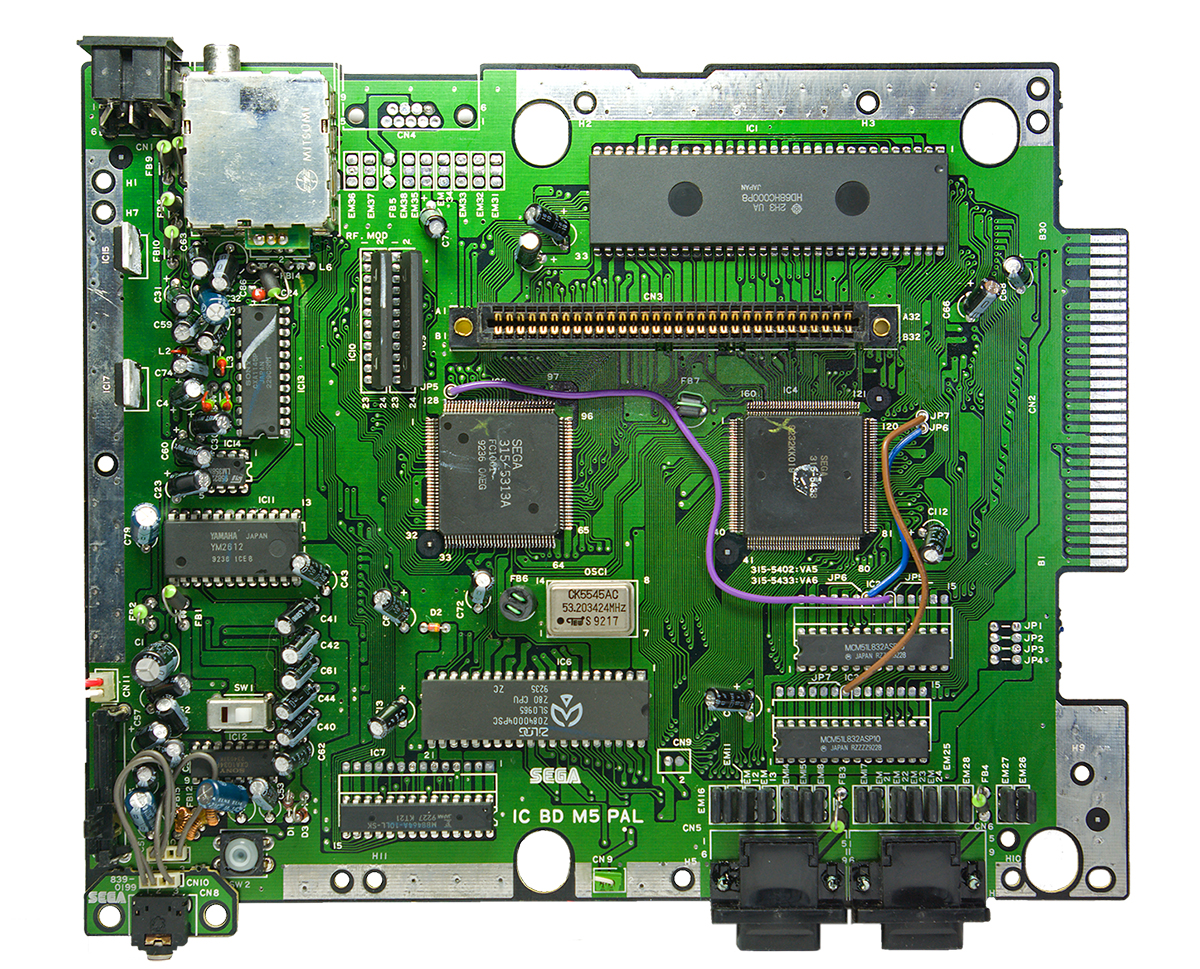
Hauptplatine des Mega Drive

- Primäre CPU: 16-Bit-Prozessor Motorola 68000 mit 7,67 MHz (NTSC) bzw. 7,60 MHz (PAL)
  - Die Prozessoren kamen von Motorola und Hitachi, anfangs auch von Signetics.
- Sekundäre CPU: 8-Bit-Prozessor Zilog Z80A mit 3,58 MHz (NTSC) bzw. 3,55 MHz (PAL)
  - Durch die eingeschränkte Kommunikation mit anderen Komponenten wird der Z80 fast ausschließlich als Soundprozessor verwendet.
  - Im Mega Drive 2 wurde er als „Custom Chip“ verbaut.
- ROM: Maximal 32 MBit, mit Bankswitching mehr
- 68K-RAM: 64 KB
- Grafik: VDP (Video Display Processor) für Playfield und Sprite Control
- Video RAM: 64 KB
- Colour RAM: 64 × 9 Bit
- Farbpalette: 512 Farben (RGB, 3 Bit pro Farbkanal)
  - Maximale Farben gleichzeitig: <64
- Maximale Sprites: 80
- Auflösung: 320 × 224 (NTSC), 320 × 240 (PAL), 40 × 28 Textmodus
  - 4 Planes: 2 Scrolling Playfields, 1 Sprite Plane, 1 Window Plane

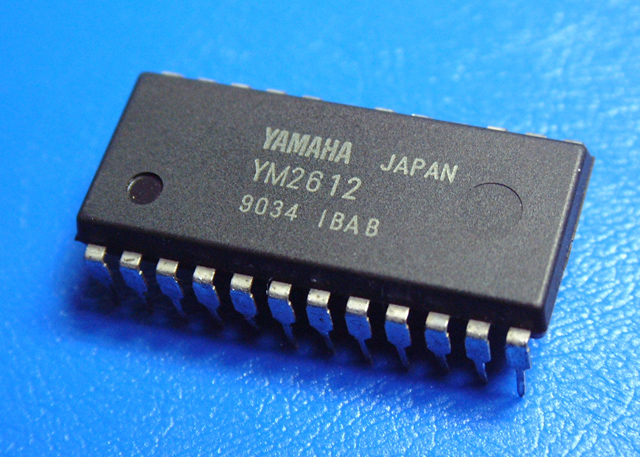
Der YM2612 war für den größten Teil der Tonerzeugung verantwortlich

- Hauptsoundchip: Yamaha YM2612 mit 4 MHz, 6 Kanäle (FM-Synthese)
- Zusätzlicher Soundchip: 4-Kanal Texas Instruments PSG (Programmable Sound Generator) SN76489
- Signal/Noise Ratio: 54 dB (YM2612), 36dB (PSG)
- Z80-RAM: 8 KB (Gesamter Adressraum für den Z80, oft als Sound-RAM verwendet)
- Ein-/Ausgänge:
  - nur Mega Drive 1:
    - Stereo-Kopfhörerausgang vorn
    - Antennenausgang
    - 8-polige DIN-Buchse für RGB-Video und Mono-Audio
    - 9-poliger EXT-Port (nur in früher Original-Version)

  - nur Mega Drive 2:
    - 9-polige Mini-DIN-Buchse für RGB-Video und Stereo-Audio

  - Expansionport rechts für Sega Mega-CD
  - zwei 9-polige Joypadanschlüsse vorn